# Cyanamid
Cyanamid ist das Säureamid der Cyansäure. Es kann auch als Nitril der Carbamidsäure und in seiner Gleichgewichtsform Carbodiimid auch als Diimid des Kohlenstoffdioxids aufgefasst werden.

## Gewinnung und Darstellung

Schema eines Cyanamid-Werkes

Cyanamid kann durch Hydrolyse des im Frank-Caro-Verfahren dargestellten Calciumcyanamids (auch Kalkstickstoff) in Gegenwart von Kohlendioxid hergestellt werden:
{\displaystyle \mathrm {CaCN_{2}+H_{2}O+CO_{2}\ \rightarrow \ H_{2}NCN+CaCO_{3}} }
Lässt man Chlorcyan mit Ammoniak reagieren, dann entsteht ebenfalls Cyanamid, welches mit Carbodiimid im Gleichgewicht steht.
{\displaystyle \mathrm {Cl{-}C{\equiv }N\ +\ NH_{3}\ {\xrightarrow {-HCl}}\ } } {\displaystyle \mathrm {\ H_{2}N{-}C{\equiv }N\ \rightleftharpoons \ HN{=}C{=}NH} }

## Eigenschaften
Cyanamid ist eine farb- und geruchlose, kristalline, hygroskopische Substanz mit recht hoher Reaktivität, die beim Erhitzen teils explosionsartig polymerisiert. Der giftige Stoff ist brennbar und gut löslich in Wasser (850 g·l−1 bei 25 °C) und organischen Lösungsmitteln. Die als Handelsform blau eingefärbte 50%ige wässrige Lösung reagiert sauer (pH-Wert 3,5–4,2 bei Konzentration von 560 g·l−1 bei 20 °C).

## Verwendung
Seit Mitte der 1960er Jahre gibt es Verfahren, Cyanamid zu stabilisieren und im industriellen Maßstab zur Verfügung zu stellen. Wegen der starken Neigung zur Selbstkondensation (Dimer: Dicyandiamid, Trimer: Melamin) in alkalischem Milieu werden Cyanamidlösungen durch Zugabe von 0,5 Gew.% NaH2PO4-Phosphatpuffer stabilisiert. Stabiles festes Cyanamid wird erzeugt durch vorsichtiges Eindampfen einer stabilisierten Cyanamidlösung und anschließende Zugabe eines hydrolyselabilen Ameisensäureester, der Feuchtigkeitsspuren absorbiert (Unterdrückung der Harnstoffbildung), Alkalispuren (Ammoniak) neutralisiert und fortwährend geringe Mengen Ameisensäure freisetzt.
Cyanamid dient in der Landwirtschaft als Dünger und als Pflanzenwachstumsregulator, indem es die Keimruhe bei Obstpflanzen (Tafeltrauben, Kiwis, Äpfeln, Birnen) aufhebt (engl. dormancy breaking agent). Die 50%ige wässrige Lösung wird außerdem als Biozid (Desinfektionsmittel) besonders in der Schweinezucht eingesetzt, da es wirksam Salmonellen und Dysenteriebakterien abtötet und Fliegen in allen Entwicklungsstadien bekämpft.
In der Chemischen Industrie wird Cyanamid als vielfältiger Ausgangsstoff, z. B. zur Herstellung von Herbiziden, Kunstharzen (Härtung von Epoxiden) sowie als Bleichaktivator für Wasserstoffperoxid bei alkalischem pH-Wert in Waschmitteln und zur chlorfreien Zellstoffbleiche benötigt. Der Großteil des Cyanamids wird sofort zu Cyanoguanidin umgesetzt und weiterverarbeitet.
Cyanamid kann als funktionelles Einkohlenstofffragment aufgefasst werden, das als Elektrophil oder Nucleophil reagieren kann. Das Cyanamidanion besitzt den Charakter eines Pseudochalkogenids. Deshalb kann Cyanamid als Analogon zu Wasser oder Schwefelwasserstoff betrachtet werden. Eine zweckmäßige Methode zur Darstellung sekundärer Amine, die nicht mit primären oder tertiären Aminen verunreinigt sind, ist die Umsetzung von Cyanamid mit Alkylhalogeniden zu N,N-Dialkylcyanamiden, die leicht zu Dialkylaminen hydrolysiert und decarboxyliert werden. Cyanamid addiert sich in Gegenwart von N-Bromsuccinimid NBS an olefinische Doppelbindungen. Das Additionsprodukt wird durch Basen in N-Cyanaziridine umgewandelt, in Gegenwart von Säuren zu Imidazolinen cyclisiert, aus denen durch alkalische Spaltung vicinale Diamine dargestellt werden können.
Cyanamid eignet sich auch als vielseitiger Synthesebaustein für Heterocyclen: aus 1,2-Diaminobenzol (o-Phenylendiamin) entsteht 2-Aminobenzimidazol, mit dem leicht zugänglichen cyclischen Enamin 4-(1-Cyclohexenyl)morpholin und elementarem Schwefel ein 2-Aminothiazol in guten Ausbeuten. Aus Cyanamid und Chlorcyan ist Natriumdicyanamid in guter Ausbeute und hoher Reinheit zugänglich, das als Zwischenprodukt für Synthesen von pharmazeutischen Wirkstoffen eignet.
Bei der industriellen Synthese des für Muskel-, Nerven- und Hirnfunktion essentiellen Kreatins wird der Guanidinrest durch Reaktion von Cyanamid mit Sarkosin eingeführt.
Dieser Syntheseweg vermeidet weitgehend problematische Verunreinigungen mit Chloressigsäure, Iminodiessigsäure oder Dihydrotriazin, die bei anderen Routen auftreten. Analog wird die physiologische Vorstufe Guanidinoessigsäure durch Reaktion von Cyanamid mit Glycin erhalten.

## Zulassung
In der EU sind keine Pflanzenschutzmittel mit dem Wirkstoff Cyanamid zugelassen. Dennoch darf Cyanamid in der EU für den Export hergestellt werden. So wird der von der BASF hergestellte Wirkstoff nach wie vor auf dem brasilianischen Markt vertrieben. Auch AlzChem exportiert ein Pestizid mit diesem Wirkstoff in hohen Mengen.

## Sicherheitshinweise
Cyanamid ist ein Kontaktgift, das seine Wirkung durch Aufnahme über die Haut entfalten kann. Aufnahme über die Atemwege ist aufgrund des hygroskopischen Charakters und des niedrigen Dampfdrucks der Substanz unwahrscheinlich. Die Resorption über Magen und Verdauungstrakt geschieht schnell, aber unvollständig. Es gibt einzelne Fallberichte über das Auftreten eines Acetaldehydsyndroms nach Hautkontakt mit cyanamidhaltigem Düngemittel und vorangegangenem Alkoholgenuss.